# رابرت کمپرمن
رابرت کمپرمن (انگلیسی: Robbert Kemperman؛ زادهٔ ۲۴ ژوئن ۱۹۹۰) بازیکن هاکی روی چمن اهل پادشاهی هلند است.